# Province de Palawan

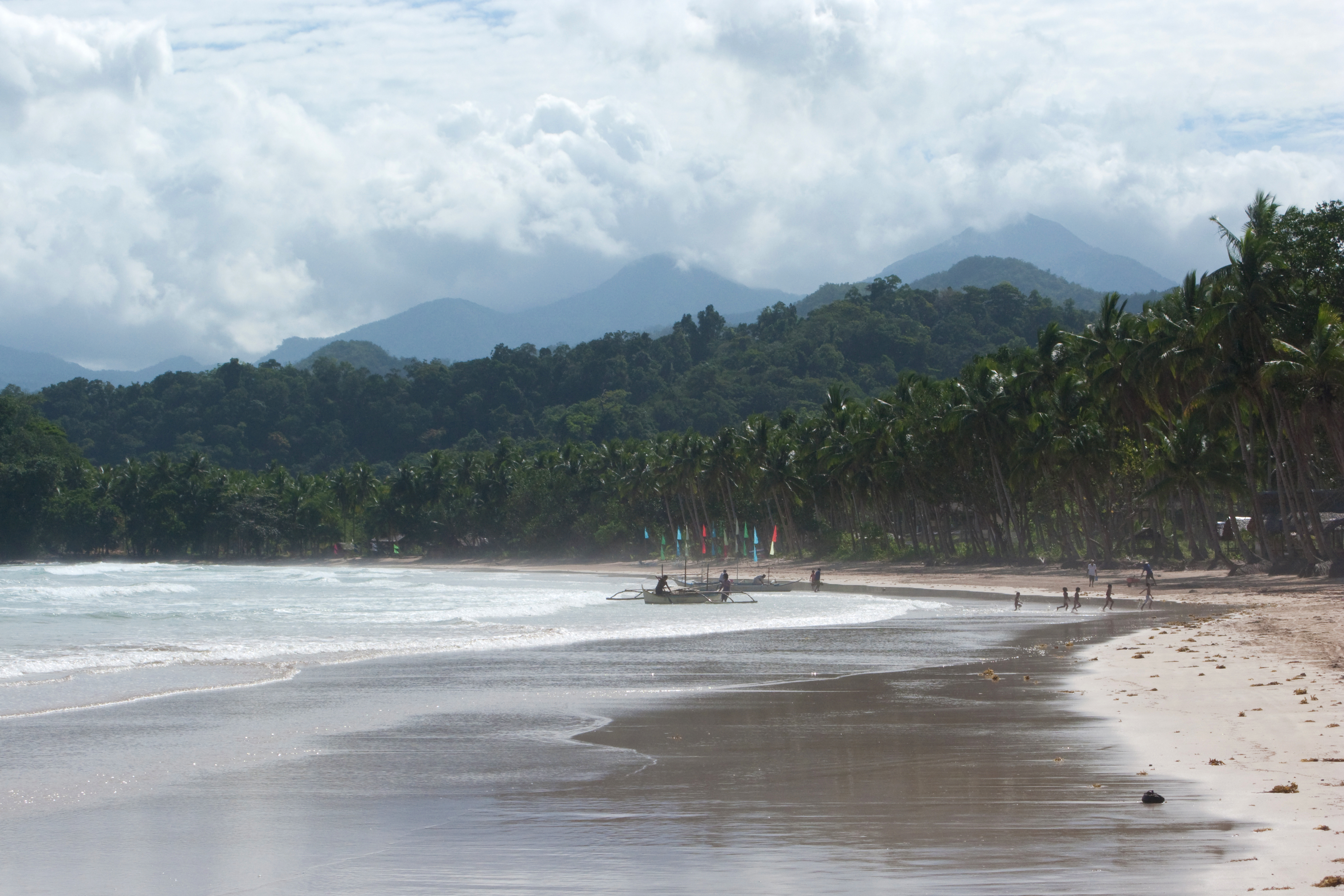
Palawan

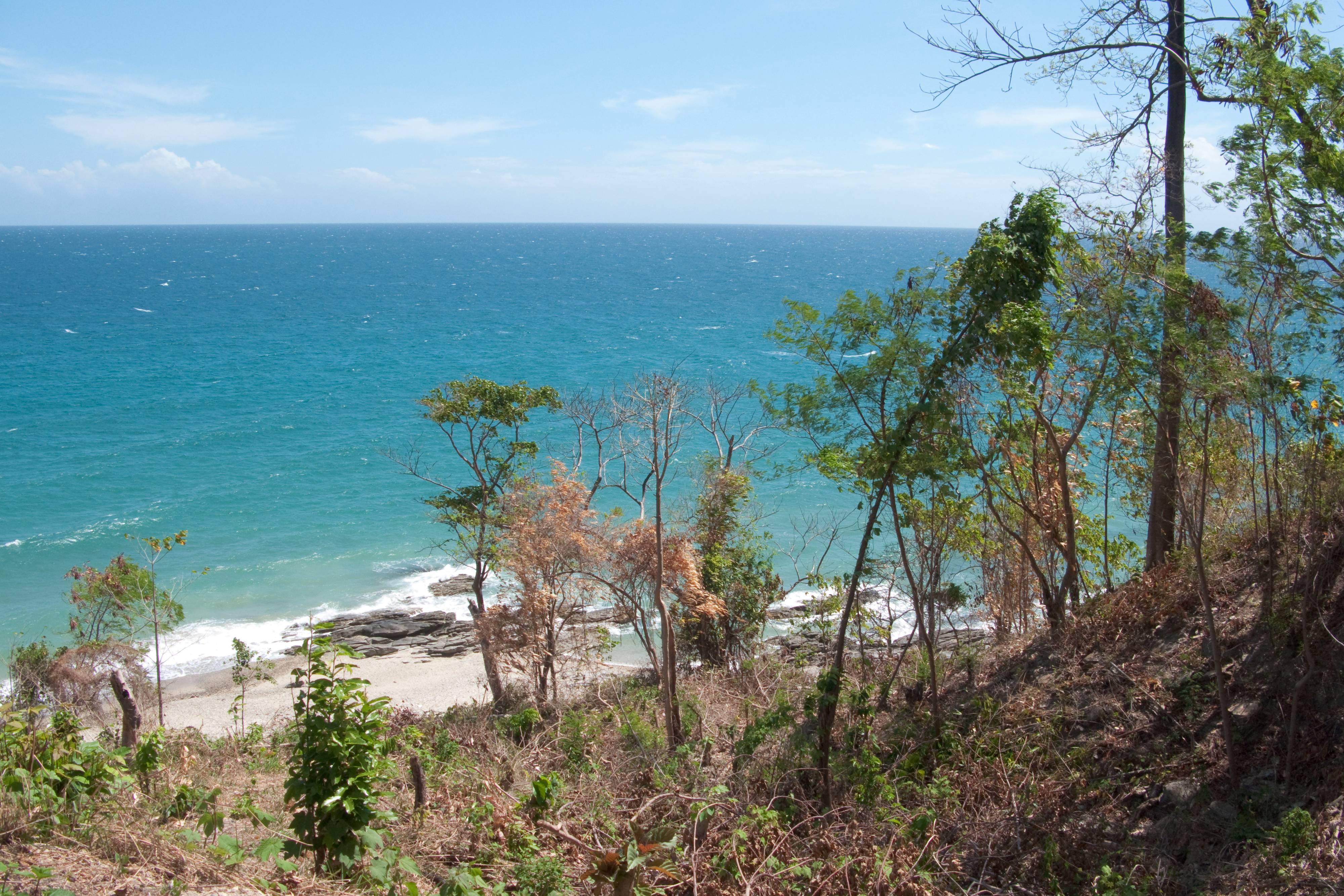
Palawan : vue sur la mer de Sulu

La province de Palawan (ou Palauan) est une province des Philippines, regroupant les 1 790 îles et ilots de l'archipel du même nom, située entre la mer de Chine méridionale et la mer de Sulu.
Elle est constituée des îles de Palawan, Linapacan, Calamian, Quiniluban, Cuyo, Dumaran, Cagayan, Balabac... et couvre une superficie de 14 896 km2 et culmine à 2 085 m au mont Mantalingajan.
Elle fait partie de la région de Mimaropa (Région IV-B).
Sa capitale Puerto Princesa (161 912 hab. [Quand ?]) est un port situé sur la côte orientale de l'île, sur la mer de Sulu.
La loi no 11259 signée par le président Rodrigo Duterte le 5 avril 2019, prévoit de diviser la province Palawan en trois provinces distinctes. La loi ne prendra effet que si les électeurs de la province votent en faveur de la loi dans un plébiscite prévu d'ici 2020.
- Palawan du Nord (Palawan del Norte) - capitale Taytay : Busuanga, Coron, Culion, El Nido, et Linapacan
- Palawan oriental - capitale Roxas : Agutaya, Araceli, Cagayancillo, Cuyo, Dumaran, Magsaysay, et San Vicente
- Palawan du Sud (Palawan del Sur) - capitale Brooke's Point: Aborlan, Balabac, Bataraza, Sofronio Española, Kalayaan, Narra, Quezon, et Rizal

## Populations

### Les Batak
Les Batak, encore appelés Tinitianes, habitent le nord-est de l'île de Palawan aux Philippines. Il ne reste plus qu'environ 500 Batak.
Certains anthropologues les considèrent comme apparentés aux Aeta du centre de l'île de Luçon et les classent parmi les populations dites Négritos. Ils sont en effet plutôt petits de taille, ont la peau foncée et les cheveux crépus, traits qui ont amené les premiers Espagnols arrivés aux Philippines à appeler Negritos (« petits noirs ») les populations de ce type.
D'autres anthropologues cherchent plutôt à rattacher les Batak à des populations similaires en Malaisie ou dans les îles Andaman. (Il existe aussi une ethnie nommée Batak dans le nord de l'Indonésie)
Les Batak mènent une vie de chasseurs-cueilleurs combinée à la culture de plantes comestibles et la culture sur brûlis qu'on appelle kaingin.
Ils pratiquent également le commerce. On pense que dès 500 apr. J.-C., ils avaient des relations commerciales avec des Chinois. L'île de Palawan possède en effet une denrée précieuse pour les Chinois, les nids d’hirondelle. Aujourd'hui, les Batak ont plutôt tendance à éviter tout contact avec les étrangers.
La langue batak fait partie du groupe dit « palawano » du rameau des langues méso-philippines de la branche malayo-polynésienne des langues austronésiennes.

### Les Tagbanwa
Au nombre de 10 000, les Tagbanwa habitent les parties centrale et septentrionale de Palawan.
Ils possèdent une écriture de type abugida dérivée de l'écriture brahmique. On pense que l'alphabet tagbanwa (en) a la même origine que des alphabets similaires en Indonésie, notamment les alphabets kawi (en usage à Bali et Java), lontara (sud de Sulawesi) et batak et rejang (Sumatra). Il a été en usage jusqu'au XVIIe siècle.
Les jeunes Tagbanwa ont plutôt tendance à parler le cuyonon et le tagalog.

### Les Tau't Batu
Concentrés dans la vallée de Singnapan, une centaine de Tau't Batu ou Taw Batu (« gens des rochers ») ont un mode de vie caractérisé par un habitat en partie constitué par des cavernes. Protégés par la montagne, nourris par la forêt pluviale, ils ont conservé presque intactes leurs traditions de chasseurs-cueilleurs et de cultivateurs sur brûlis.

## Langues
Les langues de Palawan font partie du rameau dit « philippin » de la branche malayo-polynésienne des langues austronésiennes. Elles sont réparties en 2 groupes :
- Kalamien (2 langues) :
  - Agutaynen,
  - Tagbanwa kalamien et

- Palawanique (7 langues) :
  - Batak,
  - Molbog,
  - Palawano central,
  - Palawano du Sud-Ouest,
  - Palawano de Brooke's Point,
  - Tagbanwa et
  - Tagbanwa central et

ces deux dernières langues étant à distinguer de l'autre forme de tagbanwa, le kalamien, qui fait partie du groupe kalamien.

## Environnement et ressources minières
La Province de Palawan dispose d'une biodiversité importante et de ressources minières intéressantes.
La qualité de l'environnement naturel de ce paradis vert est réputée,, comme en témoigne la réserve de la biosphère du Palawan, créée en 1991 et couvrant l'ensemble du territoire de la Province de Palawan. Mais elle est aussi en danger.
Diverses actions ont été nécessaires pour la protection de la biodiversité ,,,.
Certaines de ces actions ont provoqué plusieurs arrêts des opérations minières.
Parmi les entreprises intéressées par les divers matériaux, dont le nickel :
Global Ferronickel Holdings, Inc.,
Platinum Group Metals Corporation (PGMC),
Platinum Group Metals,
Toledo Mining Corporation,,
Rio Tuba Nickel Mining Corporation,
Citinickel mines and development corporation.
Sont principalement concernées les municipalités de Narra (65 000 habitants) et de Sofronio Española (30 000 habitants).
Selon les données d'un des projets concernant Narra ,, la superficie totale affectée serait de 2 212 hectares.
D'autres municipalités sont également visées, comme Rio Tuba (en) (Bataraza).
Les conflits concernant la protection environnementale, se doubleraient d'un conflit social, à San Isidro de Bato-Bato, district (barangay) rural de la commune de Narra (Palawan), avec des incidents en juin 2016, opposant des ouvriers contractuels à l'entreprise contractante Citinickel Mines Development Corporation (Citinickel).
Citinickel serait la propriété de Carolyn Tanchay, liée à Kris Aquino (en) (1971), la plus jeune sœur du président Benigno Aquino III (1960), président de la République (2010-2016), et à l'homme politique Mar Roxas. Le nouveau président de la République, depuis le 30 juin 2016, Rodrigo Duterte (1945), qui a exprimé pendant sa campagne des réserves environnementales, semble avoir donné le feu vert à l'exploitation minière en juillet 2016, et fait appel aux investisseurs nationaux et internationaux.

## Industrie perlière
La province de Palawan abrite un centre de recherche en perliculture à Bugsuk et plusieurs fermes de production de perles dorées.